# Resolució 1897 del Consell de Seguretat de les Nacions Unides
La Resolució 1897 del Consell de Seguretat de les Nacions Unides fou adoptada per unanimitat el 30 de novembre de 2009. El Consell va decidir renovar les autoritzacions prèvies als Estats i Organitzacions regionals que cooperen amb el Govern Federal de Transició de Somàlia per emprar qualsevol mitjà necessari per evitar la pirateria i el robatori a mà armada a la costa de Somàlia, convidant-los a celebrar acords especials per la facilitar la custòdia, empresonament i judici dels pirates capturats, sempre amb el consentiment previ del GFT i notificació al Secretari General per 12 mesos. També demana que aquestes disposicions no perjudiquin l'aplicació efectiva de la Convenció per a la Supressió d'Actes Il·legals contra la Seguretat de la Navegació Marítima de 1988.
La resolució afirma que les autoritzacions renovades només s'aplicaran a la situació a Somàlia i no afectaran els drets o obligacions o responsabilitats dels Estats respecte a cap altra situació, sense establir un dret internacional consuetudinari i amb consentiment del GFT. També demana als Estats que ajudin Somàlia a enfortir el seu sistema legal i de seguretat per tal de poder perseguir i jutjar els actes criminals de pirateria i robatori a mà armada, i a cooperar per garantir que tots els pirates lliurats a les autoritats judicials fossin sotmesos a processos judicials.